# Biševo (település)
Biševo lakott település Horvátországban, Split-Dalmácia megyében, Biševo szigetén. Közigazgatásilag Komižához tartozik.

## Fekvése

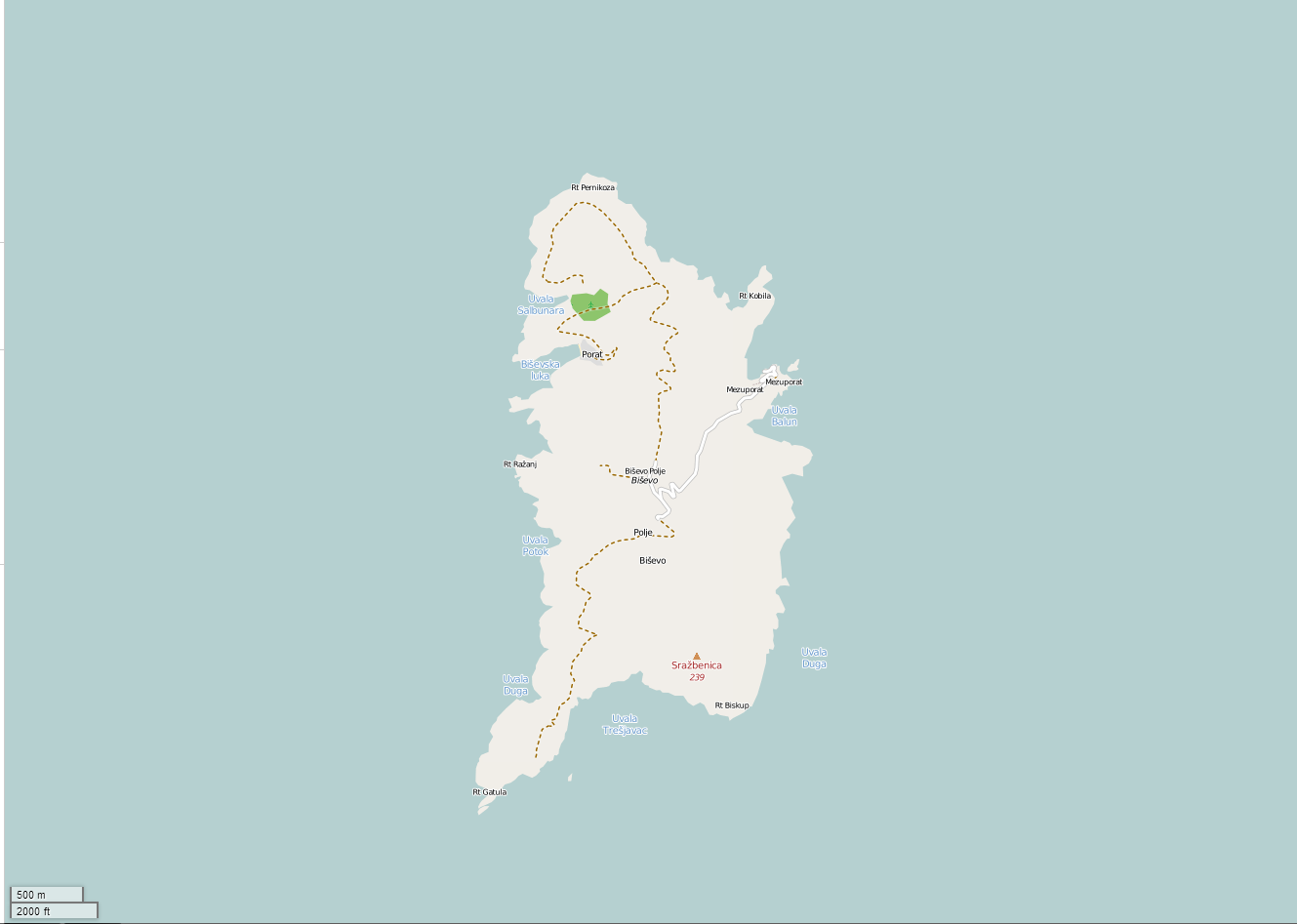
Biševo szigetének térképe

Splittől légvonalban 68 km-re délnyugatra, Komiža városától légvonalban 9 km-re délnyugatra, az azonos nevű szigeten fekszik. A szigeten több kis település található, melyeknek a múltban állandó lakossága is volt, ma viszont az egész szigeten csak 15 fő él. Partmenti települései Porat, Mezoporat és Salbunora. A sziget belsejében Polje, Gornja Salbunora, Potok, Velo Gora és Nevaja települések találhatók. A sziget központja Polje.

## Története
Biševo szigete már az ókorban is lakott volt, ezt bizonyítja a Szent Szilveszter templom alatt talált ókori mozaik maradványa. A sziget ősi neve Busi, illetve Buzi volt. Mai nevét a szláv „biser” (gyöngy) főnévből származtatják, de valószínűbb a latin „bis” (kén) főnévből való eredeztetése, mivel kén lelőhelyek ma is találhatók itt. Ókori történetéről nem sokat tudunk, valószínűleg a görögök és a rómaiak is ismerték, de számottevő települést nem hoztak itt létre. A sziget legősibb épülete a bencések temploma és kolostora volt, melyet 850. körül (mások szerint 1050 körül) alapítottak és amely több mint háromszáz évig működött. A 13. század második felében az atyáknak a megújuló kalóztámadások miatt el kellett hagyniuk és a komižai Szent Miklós kolostorba települtek át. Ebben a templomban állt a Biševoi boldogasszony csodatevő képe, mely ma a hvari székesegyház Hektorović-oltárán található.
A 12. század első felében Biševot a korabeli források önálló apátságként említik. 1145-46-ban Péter zárai gróf birtokokat adományoz a komižai bencéseknek a sziget területén. 1181-ben III. Sándor pápa a Szent Szilveszter templomot felszabadítja a terhek alól és más birtokok mellett az apátságnak adja Biševo szigetét. A 13. század első felében több adományozást is feljegyeznek a kolostor javára, melynek adományozói a környező szigetek lakói. 1258-ban Manfred tarantói herceg Konrád nápolyi király oltalmába helyezi biševoi birtokát. Ez az első olyan dokumentum, mely a biševói apátságot a komižai Szent Miklós kolostor alárendeltségében említi. 1458-ban III. Callixtus pápa Biševót Tomaso Tomasini hvari püspöknek adományozza, ezt követően az apátság összes javait részben a hvari káptalan, részben a komižai plébánia kapta. 1606-ban a török kalózok betörtek a szigetre és az ottani erdőt felgyújtották. A sziget a Velencei Köztársaság uralma alá tartozott. Lakossága szőlőtermesztéssel és a halászattal foglalkozott.
A velencei uralomnak 1797-ben vége szakadt és osztrák csapatok vonultak be Dalmáciába. 1805-ben a sziget az osztrákokat legyőző franciák uralma alá került, de 1811-ben a tengeri fölényben levő angolok elvették a franciáktól. Napóleon végső veresége után újra az osztrákoké lett. A településnek 1857-ben 45, 1910-ben 243 lakosa volt. 1918-ban elfoglalták az olasz csapatok, az olasz uralom 1921-ig tartott. Ezután az új szerb-horvát-szlovén állam, majd később Jugoszlávia része lett. A háború után a szocialista Jugoszláviához került. Ezután azonban nagy kivándorlási hullám indult meg Észak-Amerika és Ausztrália felé, a lakosság száma töredékére esett vissza. 1991-től a független Horvátország része. Fellendült a turizmus és 1993-ban újra megalakult az önálló Komiža község, melynek Biševo is a része lett. 2011-ben a szigetnek 15 állandó lakosa volt.

## Népesség
| Lakosság változása | Lakosság változása | Lakosság változása | Lakosság változása | Lakosság változása | Lakosság változása | Lakosság változása | Lakosság változása | Lakosság változása | Lakosság változása | Lakosság változása | Lakosság változása | Lakosság változása | Lakosság változása | Lakosság változása | Lakosság változása |
| ------------------ | ------------------ | ------------------ | ------------------ | ------------------ | ------------------ | ------------------ | ------------------ | ------------------ | ------------------ | ------------------ | ------------------ | ------------------ | ------------------ | ------------------ | ------------------ |
| 1857               | 1869               | 1880               | 1890               | 1900               | 1910               | 1921               | 1931               | 1948               | 1953               | 1961               | 1971               | 1981               | 1991               | 2001               | 2011               |
| 45                 | 0                  | 130                | 160                | 231                | 243                | 243                | 192                | 193                | 147                | 114                | 56                 | 12                 | 14                 | 19                 | 15                 |

(1869-ben lakosságát Komižához számították.)

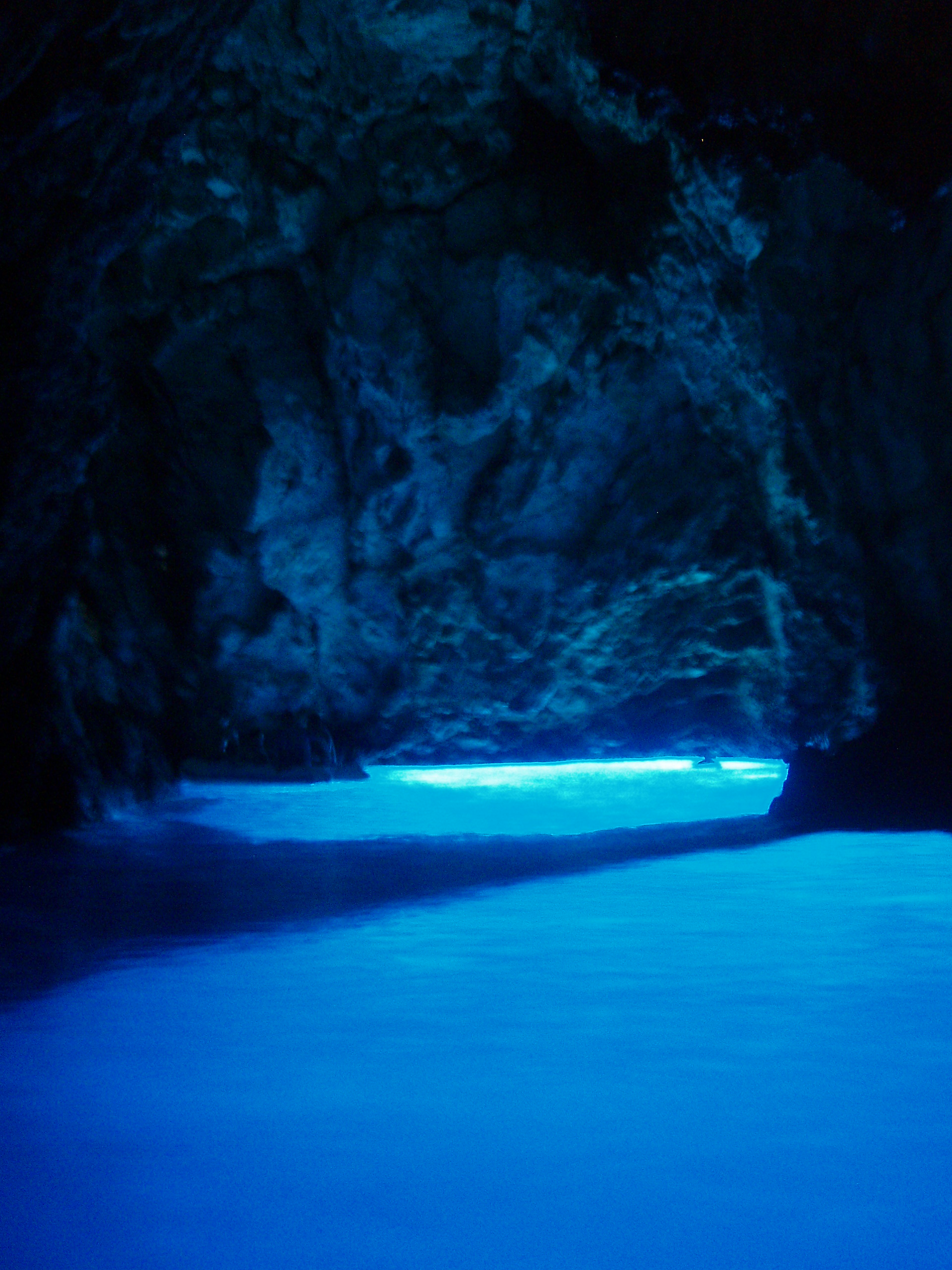
A biševoi Kék-barlang

## Nevezetességei
- A sziget fő természeti látványossága a Kék-barlang (Modra špilja). A barlang a Balun-öbölben található és csak a tenger felől közelíthető meg. Napfényes napokon, amikor a tenger csendes, különösen 11 óra és dél között a napfény beszűrődik a víz alatti nyíláson át a barlang déli részébe és visszatükröződik a víz alól kékes, ezüstös fénnyel világítva be a barlangot. A barlangba csak egy 3 méter széles, másfél méter magas és 12 méter hosszú bejáraton át lehet bejutni. A barlang teljes hosszúsága 24 méter, szélessége 12 méter. 1884-ben Eugen Ransonnet-Villez osztrák diplomata és természettudós fedezte fel a nagyvilágnak és kezdte népszerűsíteni. Ezután egy 2 méter szélességű másik bejáratot is nyitottak rajta, amelyen át evező nélküli kis hajókkal lehet bejutni. A barlang 1951 óta védelem alatt áll.

- A sziget másik barlangja a sziget déli partján, a Trešjavac-öbölben található Medvedina, mely 150 méter hosszú és 14 méter széles. Bejárata 14 méter széles és 20 méter magas, a bejárattól befelé méretei egyre szűkülnek. Nevét a mediterrán barátfókáról (horvátul: sredozemna medvjedica) kapta, melynek kedvelt élőhelye volt. Endemikus élőlények élőhelyeként természetvédelmi terület.

- A poljei Szent Szilveszter templomot[7] a 11. században építették. A 13. század második felében kalóztámadás következtében elpusztult, de a 14. században újjáépítették. A II. világháború idején brit parancsnoki harcálláspontként működött. A legújabb feltárások során az egykori padozat alatt ókori mozaikot találtak a szakemberek, mely azt bizonyítja, hogy ezen a helyen már az ókorban is épület állt. A templomtól délkeletre a hegyoldalban egy kis kápolna is található, melyet egy kis barlang kibővítésével építettek.

- A 9. századi (vagy 11. századi) bencés kolostor romjai a templom közelében. A 13. század második felében neretván kalóztámadás miatt hagyták el a szerzetesek, azóta rom.

## Gazdaság
A sziget lakói hagyományosan szőlőtermesztésből és halászatból éltek. A többi növényi kultúrából az olajbogyó és a füge termesztése volt még jelentős. Ma a legfőbb bevételi forrás már a turizmus és a vendéglátás.

## Oktatás
A sziget alapiskolája 1961-ig Poljén működött, de a fiatalok elvándorlása miatt be kellett zárni.

## Galéria
- A Szent Szilveszter templom
- Mezuporat
- Porat látképe
- Salbunara strandja
- A Porati-öböl
- Képeslap a Monarchia idejéből - A Kék-barlang bejárata